# 馬德拉體育場
马德拉体育场（葡萄牙語：Estádio da Madeira，非正式名稱為Estádio da Choupana），是一個位在葡萄牙馬德拉群島豐沙爾的足球體育場。是葡萄牙國民體育會的主场。
球场内设立了一个以克里斯蒂亞諾·羅納度命名的克里斯蒂亞諾·羅納度足球學園（Cristiano Ronaldo Campus Futebol）。

## 外部連結
- 维基共享资源上的相關多媒體資源：馬德拉體育場
- 球場圖片 （页面存档备份，存于）

32°40′14″N 16°53′01″W / 32.6706°N 16.8835°W